# Флаг Швеции
Флаг Швеции — один из государственных символов Швеции (наряду с гербом и гимном), представляет собой прямоугольное полотнище синего цвета со скандинавским крестом жёлтого цвета и отношением ширины флага к его длине 5:8 (в шведском законодательстве установлено как 10:16).

## История флага
Точная дата появления шведского флага неизвестна, однако наиболее ранние изображения жёлтого креста на синем фоне датируются XVI веком.
В соответствии с королевским указом от 1569 года жёлтый крест должен был всегда изображаться на шведских боевых штандартах и знамёнах, поскольку герб Швеции представлял собой лазоревый (синий) щит с золотым прямым крестом. Вместе с тем, первые надёжные свидетельства того, что синий треугольный флаг с жёлтым крестом был на шведских кораблях, относятся лишь к 1620-м годам. Сейчас треугольный вымпел используется только на судах королевской семьи и на военных судах. На вымпеле королевской семьи, кроме того, в центре креста изображён Малый или Большой герб Швеции.
Во время шведско-норвежской унии в верхнем левом крыже изображался союзный шведско-норвежский флаг.
В 1906 году цвет флага был изменён с синего на голубой. 
С 1916 года день 6 июня отмечается как День Шведского Флага. В 1983 году этот день был также объявлен Национальным днём Швеции. Этот день был выбран по двум причинам: 6 июня 1523 года Густав Васа был избран королём Швеции, и это положило начало Швеции как независимого государства, а в тот же день в 1809 году Швеция приняла новую конституцию, которая устанавливала права граждан и наделяла их значительной свободой.

Флаги Швеции в составе Шведско-норвежской унии
1818—1844 Торговый флаг
1844—1905 Торговый флаг
1815—1844 Флаг ВМС
1844—1905 Флаг ВМС

## Цвета и пропорции
Согласно законодательству Королевства Швеция:

Соотношение сторон флага: 10:16;

Высота синих полей: 4/10 высоты флага;

Длина синих полей в левой части флага: 5/16 длины флага;

Длина синих полей в правой части флага: 9/16 длины флага;

Высота горизонтальной перекладины креста: 2/10 высоты флага;

Длина вертикальной перекладины креста: 2/16 длины флага.

| Цветовая модель              | Синий         | Жёлтый        |
| ---------------------------- | ------------- | ------------- |
| Natural Colour System        | 4055-R95B     | 0580-Y10R     |
| PANTONE® (Coated / Uncoated) | 301 C / 301 U | 116 C / 109 U |
| CMYK                         | 100:50:10:0   | 0:20:100:0    |

## Королевские флаги

королевские флаги Швеции
Королевский штандарт Швеции
Штандарт, используемый королевской семьёй

## Шведский флаг в символике
Флаг Швеции изображён на гербе финской провинции Варсинайс-Суоми (Юго-Западная Финляндия).
Флаг Уилмингтона (штат Делавэр) в США создан по образцу шведского флага в память о недолговечной колонии Новая Швеция. Флаг Филадельфии (штат Пенсильвания), которая также находится в пределах исторической Новой Швеции, представляет собой вертикальный треугольник, а не скандинавский крест, но синий и желтый цвета флага были выбраны в память шведского поселения в регионе.

На флаге Шанхайского международного сетлмента был изображён шведский гражданский флаг 1844 года.

Герб Варсинайс-Суоми
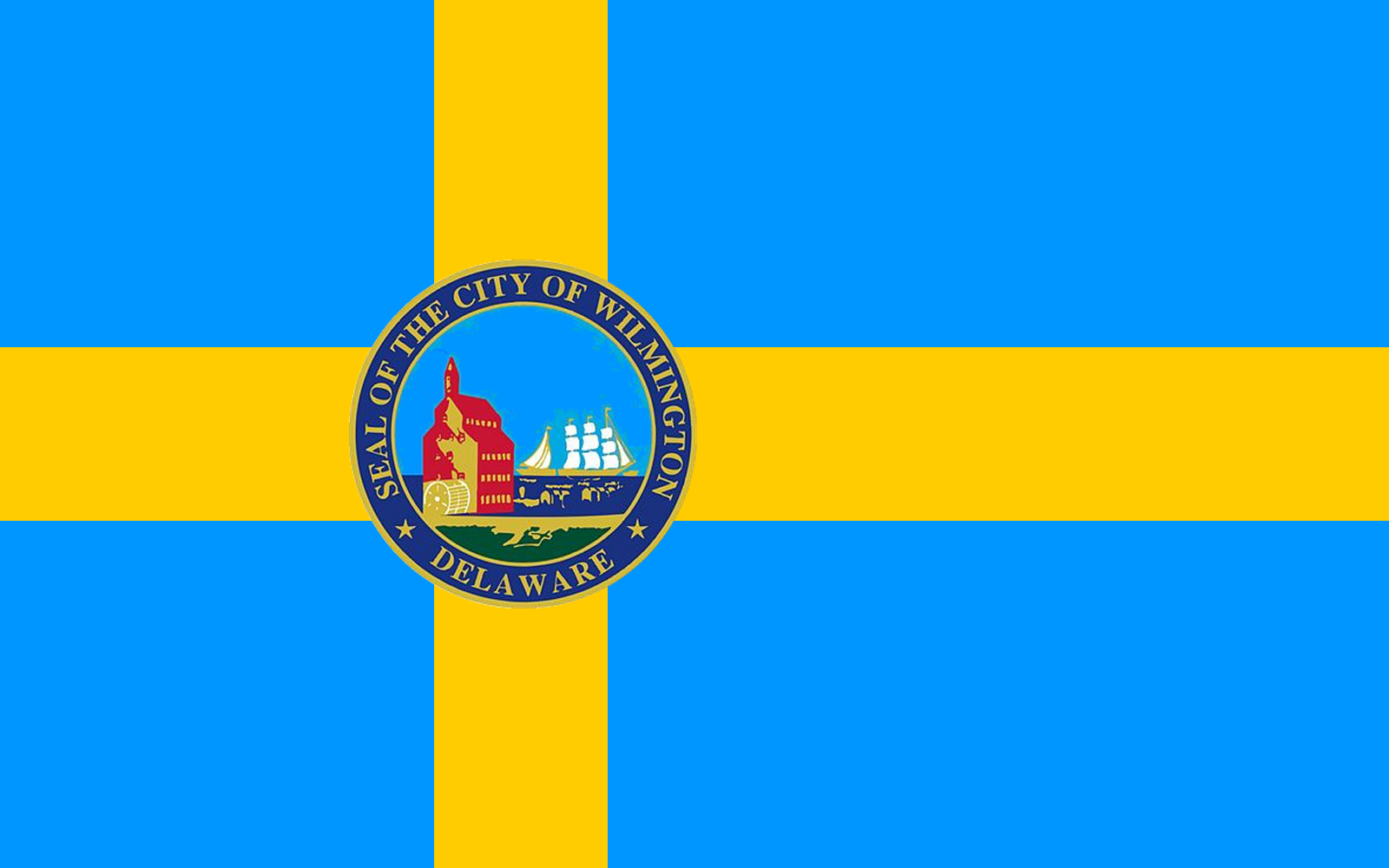
Флаг Уилмингтона (штат Делавэр)
Флаг Филадельфии
Флаг Шанхайского международного сетлмента

## Похожие флаги
Флаг эстонского города Раквере имеет сходство с флагом Швеции.

Флаг Раквере (Эстония)